# Comunità Valsugana e Tesino
La Comunità Valsugana e Tesino è una comunità di valle della Provincia autonoma di Trento di 27 071 abitanti con capoluogo Borgo Valsugana.

Si trova nella parte orientale della provincia e comprende 18 comuni prima facenti parte del Comprensorio Bassa Valsugana e Tesino. Il suo numero identificativo è il 3.

## Geografia
La comunità si estende su una superficie di 578 km², e confina a nord con la Comunità territoriale della Val di Fiemme (1), ad est con la Comunità di Primiero (2) e con la Provincia di Belluno, a sud con la Provincia di Vicenza e ad ovest con la Comunità Alta Valsugana e Bersntol (4).
La geografia della vallata è dominata dallo scorrere del fiume Brenta, che provenendo da ovest prosegue poi verso il Veneto. Appena superato il confine regionale la valle perde la denominazione di Valsugana, e diventa Canale di Brenta. Il Tesino, invece, è un altopiano composto dagli abitati di Pieve Tesino, Cinte Tesino e Castello Tesino, ed è raggiungibile tramite strade provinciali da Strigno oppure da Grigno.

## Storia
La Comunità Valsugana e Tesino fu istituita con la legge provinciale 16 giugno 2006, n. 3; è successore del Comprensorio della Bassa Valsugana e Tesino.

### Simboli
Stemma: Scudo sannitico di forma franco-italiana a quattro partiti con croce patente piena d’argento bordata di nero. Il primo partito color oro con aquila argento contornata di nero, spiegata e coronata, il secondo spaccato verticalmente di rosso e oro, il terzo color argento con imbarcazione argento contornata di nero con vela e due di bordo, flottante su riviera d’azzurro e d’argento, il quarto d’argento a quattro bande di rosso.
Sui lati ramoscelli decussati: a sinistra di alloro di verde fruttato di rosso e a destra di quercia di verde fruttato con ghiande, annodati e legati da un nastro azzurro.
Alla base scritta: ‘Comunità Valsugana e Tesino’. (D.G.P. 09/03/2012)
Gonfalone (mai realizzato): Drappo color argento, ornato e frangiato rosso, frastagliato a tre bandoni, caricato al centro dello stemma della comunità e della scritta centrata color rosso ‘Comunità Valsugana e Tesino’. Le parti di metallo ed i cordoni color argento. L’asta orizzontale con pomi argentati alle due estremità. L’asta verticale con bullette argentate poste a spirale e cimata da una freccia con gambo di metallo argentato. (D.G.P. 09/03/2012)

## Idioma
Nella Valsugana orientale viene parlato un dialetto che presenta più similarità con la lingua veneta che con i dialetti trentini. Nello specifico viene utilizzato il dialetto veneto centrale, nella variante utilizzata nella provincia di Vicenza, a cui si aggiungono influenze provenienti dal trentino centrale, creando il cosiddetto dialetto trentino orientale. La componente veneta è sempre più accentuata più ci si avvicina al confine: nell'abitato di Tezze di Grigno questa è preponderante. Il limite occidentale di questa influenza è rappresentato dal confine politico con la Comunità Alta Valsugana e Bersntol, infatti oltre il comune di Novaledo si parla il dialetto trentino, seppur con differenze fonetiche importanti con la lingua parlata a Trento.

## Luoghi d'interesse
Da sempre terra di confine e di passaggio, la zona orientale della Valsugana vanta la presenza di molti castelli, alcuni ancora in perfette condizioni, altri dei quali sono giunti fino a noi solamente alcune rovine. I più importanti sono: Castel Telvana, situato sopra al capoluogo, e Castel Ivano, a controllo delle vie d'accesso al Veneto e al Tesino. Dal punto di vista orografico sono presenti diverse vallate minori, create dagli affluenti del Brenta; la più importante è la Val di Sella. I numerosi corsi d'acqua hanno inoltre creato molte grotte, tra le quali la Grotta Calgeron, la Grotta della Bigonda e la Grotta di Castello Tesino.

## Infrastrutture e trasporti
Trovandosi ad essere una cerniera di passaggio tra il Veneto orientale e Trento, il territorio comunitario è attraversato da diverse infrastrutture viarie, sia stradali che ferroviarie. Per quanto riguarda il trasporto su gomma l'arteria principale è la Strada statale 47 della Valsugana, che nel tratto tra Grigno e Strigno presenta delle problematiche dovute alla riduzione da 4 a 2 corsie. L'Altopiano del Tesino è invece raggiungibile da Grigno percorrendo la SP 75, da Strigno tramite la SP 78 e da Canal San Bovo con la SP 79 del Passo Brocon.
Il trasporto su rotaia è effettuato sulla Ferrovia Trento-Venezia, che vede sul territorio la presenza di 7 stazioni ferroviarie; il tratto dalla Stazione di Borgo Valsugana Est verso ovest rientra nel progetto di metropolitana leggera di superficie. Parallela alle due infrastrutture citate scorre la Ciclopista della Valsugana.

## Assetto amministrativo
- Presidente: Attilio Pedenzini
- Consiglio di Comunità: Presidente e 15 componenti
- Comitato esecutivo: Presidente e 3 componenti
- Inizio mandato: 11 luglio 2015

## Comuni
| Stemma | Comune           | Popolazione | Superficie | Altitudine | Nome locale   |
| ------ | ---------------- | ----------- | ---------- | ---------- | ------------- |
|        | Bieno            | 434         | 11,69      | 815        | Bién          |
|        | Borgo Valsugana  | 6 953       | 52,28      | 380        | Bórgo         |
|        | Carzano          | 527         | 1,71       | 433        | Carzán        |
|        | Castel Ivano     | 3 306       | 34,83      | 506        | Castel Ivàn   |
|        | Castello Tesino  | 1 187       | 112,49     | 871        | Castélo       |
|        | Castelnuovo      | 1 036       | 13,45      | 348        | Castarnóvo    |
|        | Cinte Tesino     | 350         | 25,80      | 851        | Zinte         |
|        | Grigno           | 2 168       | 46,41      | 263        | Ĝríño         |
|        | Novaledo         | 1 093       | 7,97       | 475        | Novalédo      |
|        | Ospedaletto      | 795         | 16,79      | 360        | Ospedaléto    |
|        | Pieve Tesino     | 649         | 73,85      | 843        | Piéve         |
|        | Roncegno Terme   | 2 930       | 38,05      | 535        | Ronzéño       |
|        | Ronchi Valsugana | 446         | 9,99       | 776        | Rónki         |
|        | Samone           | 547         | 4,89       | 673        | Samón         |
|        | Scurelle         | 1 417       | 29,87      | 375        | Scurèle       |
|        | Telve            | 1 954       | 64,85      | 550        | Tèlve         |
|        | Telve di Sopra   | 599         | 17,83      | 650        | Tèlve de Sóra |
|        | Torcegno         | 680         | 15,23      | 769        | Traozén       |

1. ↑  Dati ISPAT aggiornati al 1º gennaio 2019
2. ↑  Dati espressi in km²
3. ↑  Dati espressi in metri sul livello del mare
4. ↑  Nome della località nell'idioma locale (dialetto valsuganotto)

## Galleria d'immagini

Stemma dell'ex comprensorio C3
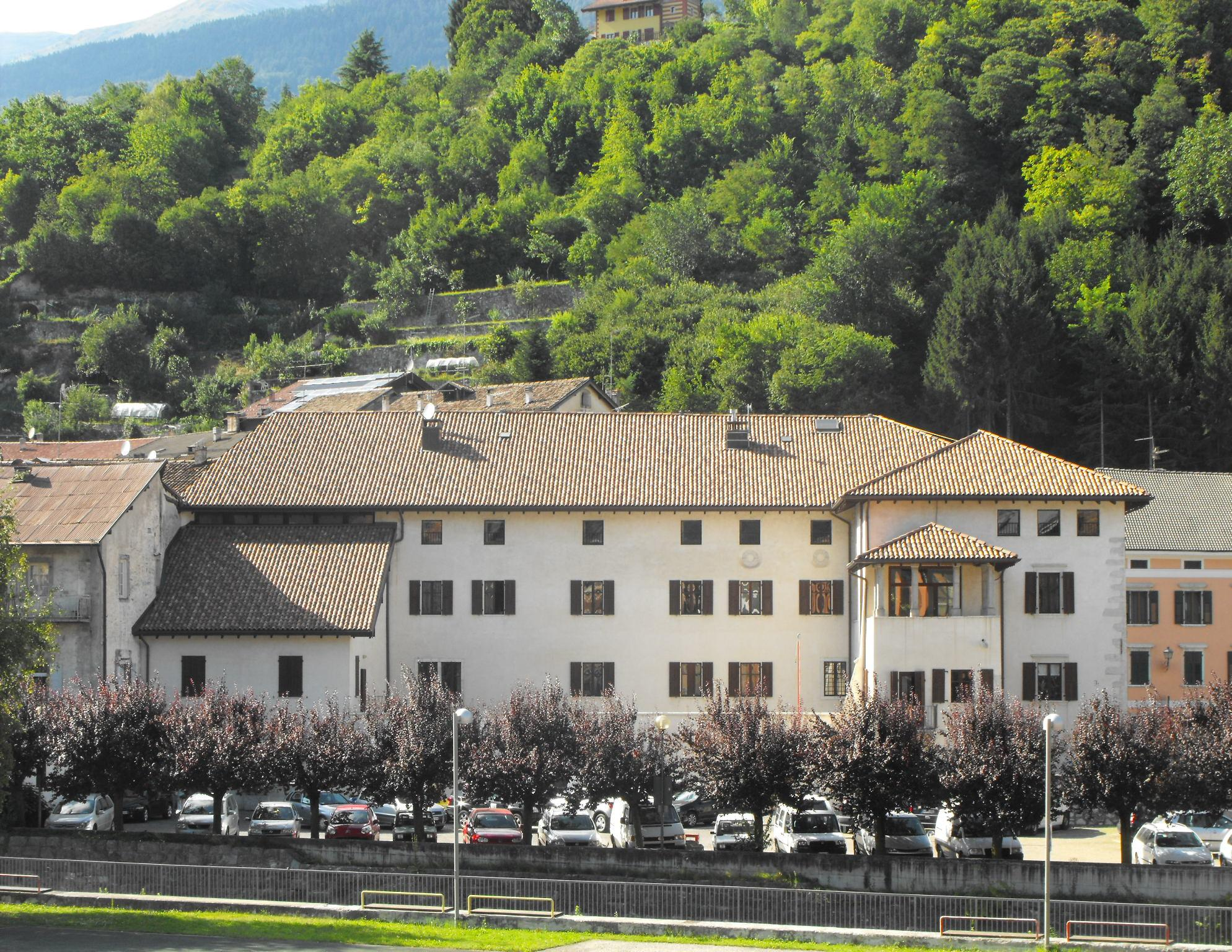
Palazzo Ceschi, sede della comunità
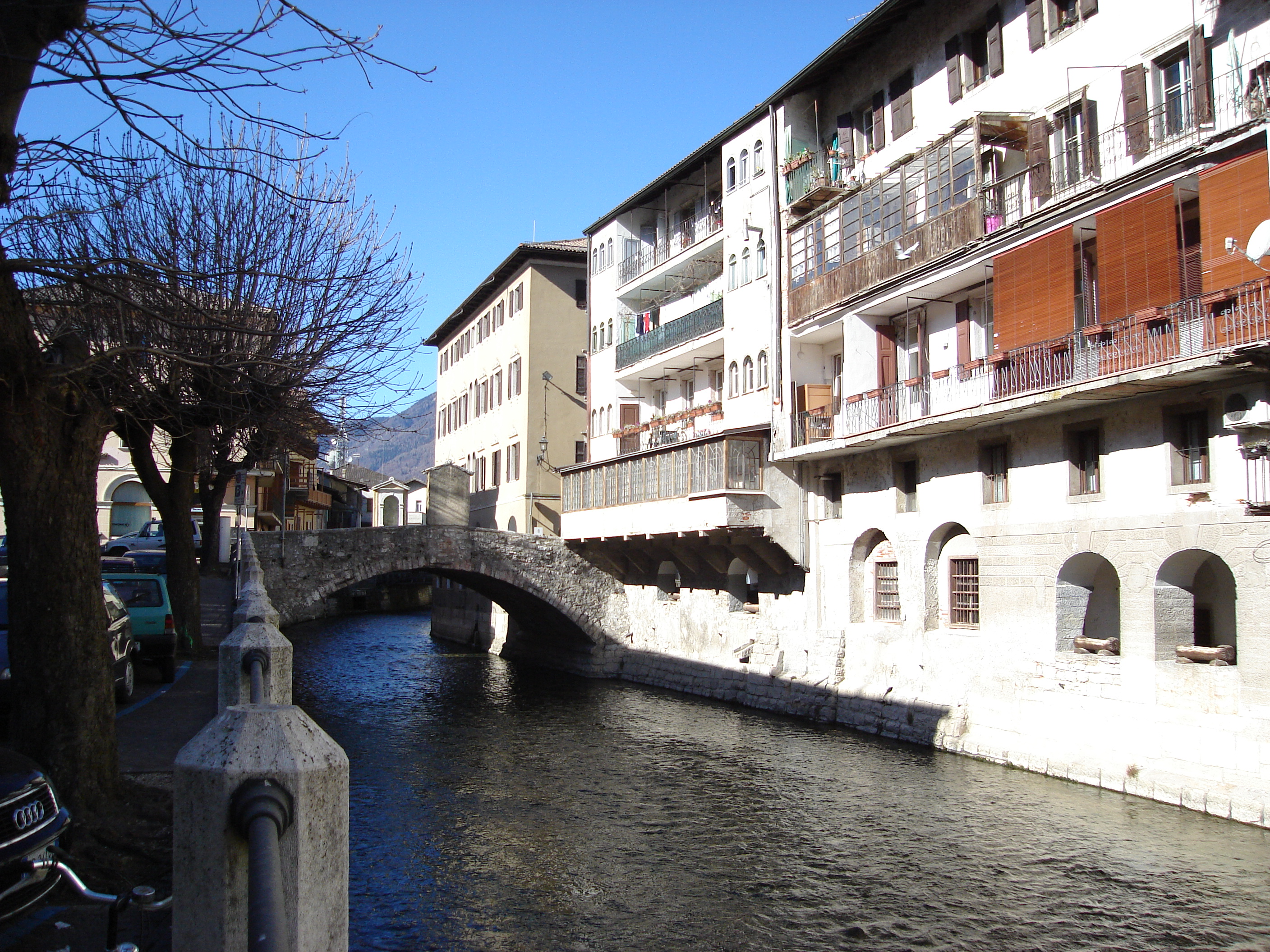
Fiume Brenta a Borgo Valsugana
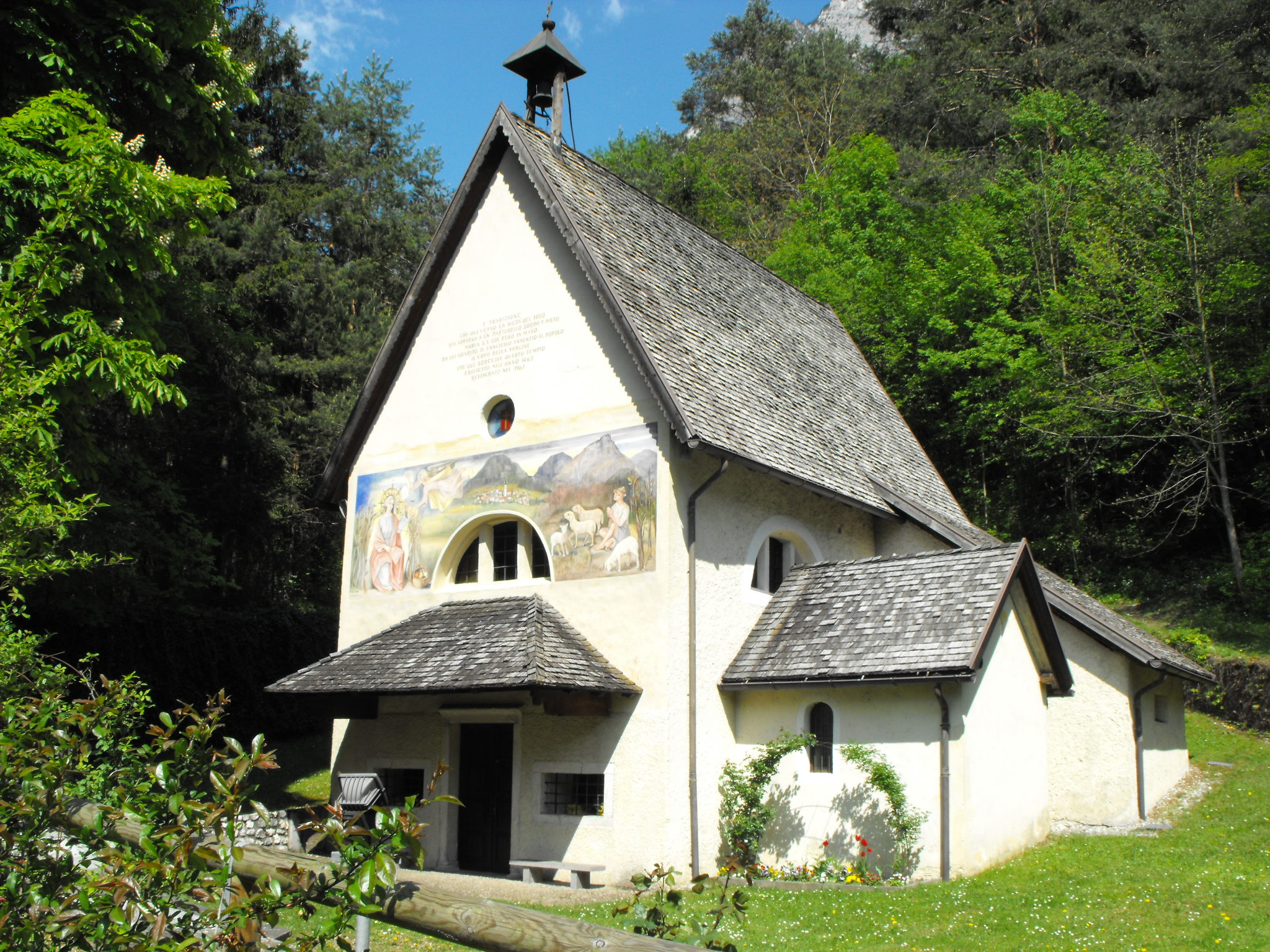
Chiesetta votiva ad Ospedaletto
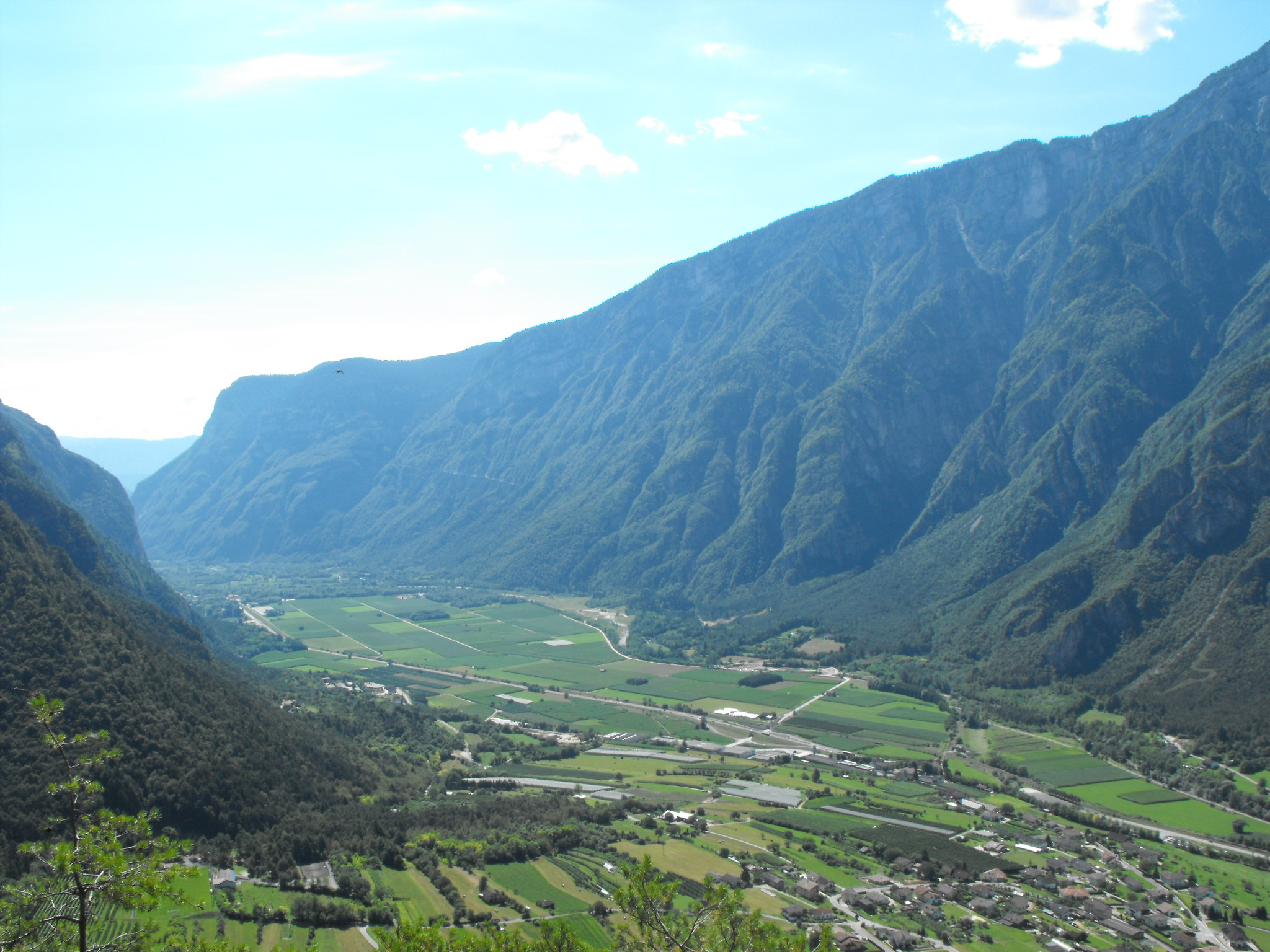
Vista in direzione Grigno
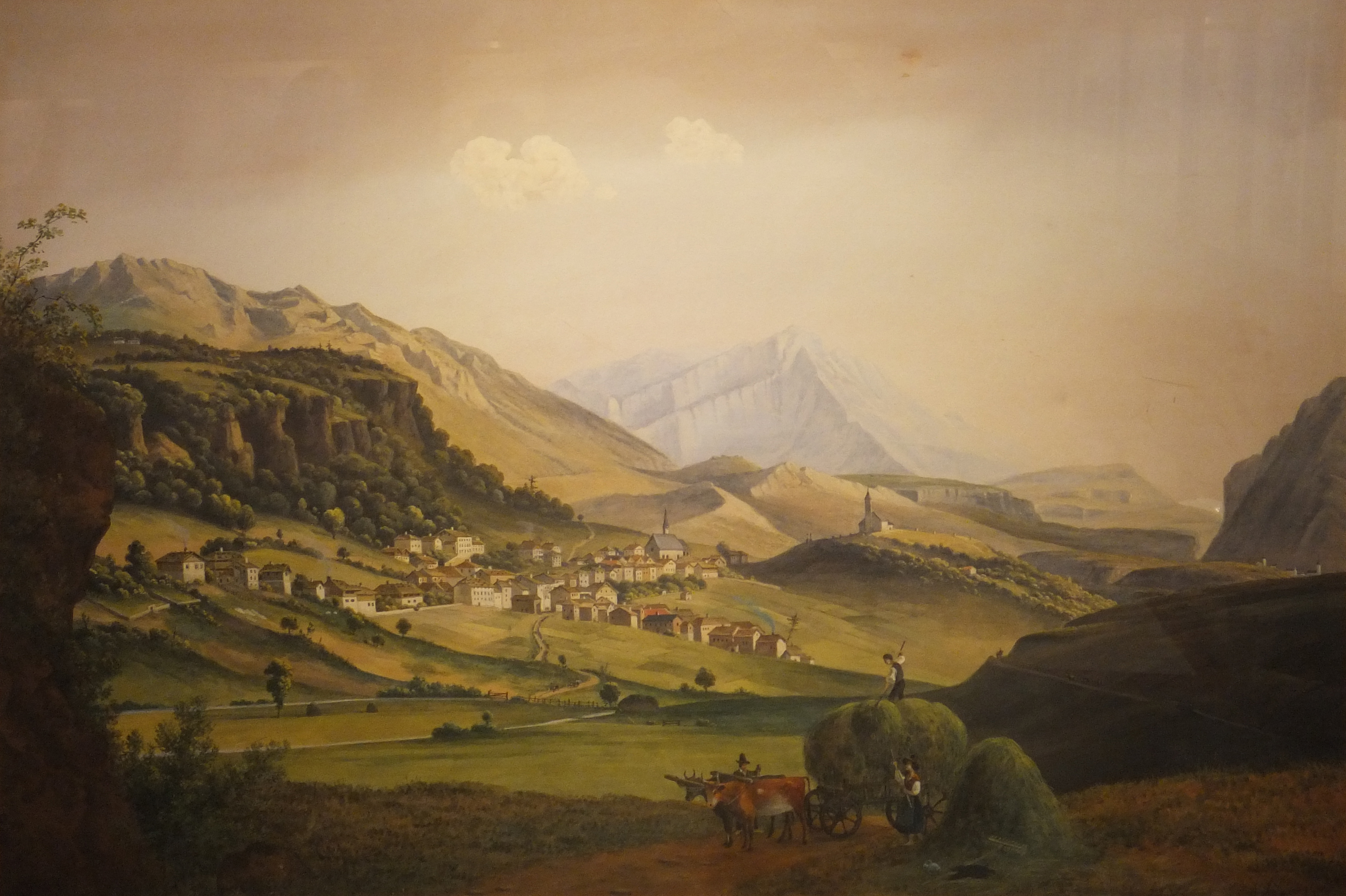
Immagine storica del Tesino
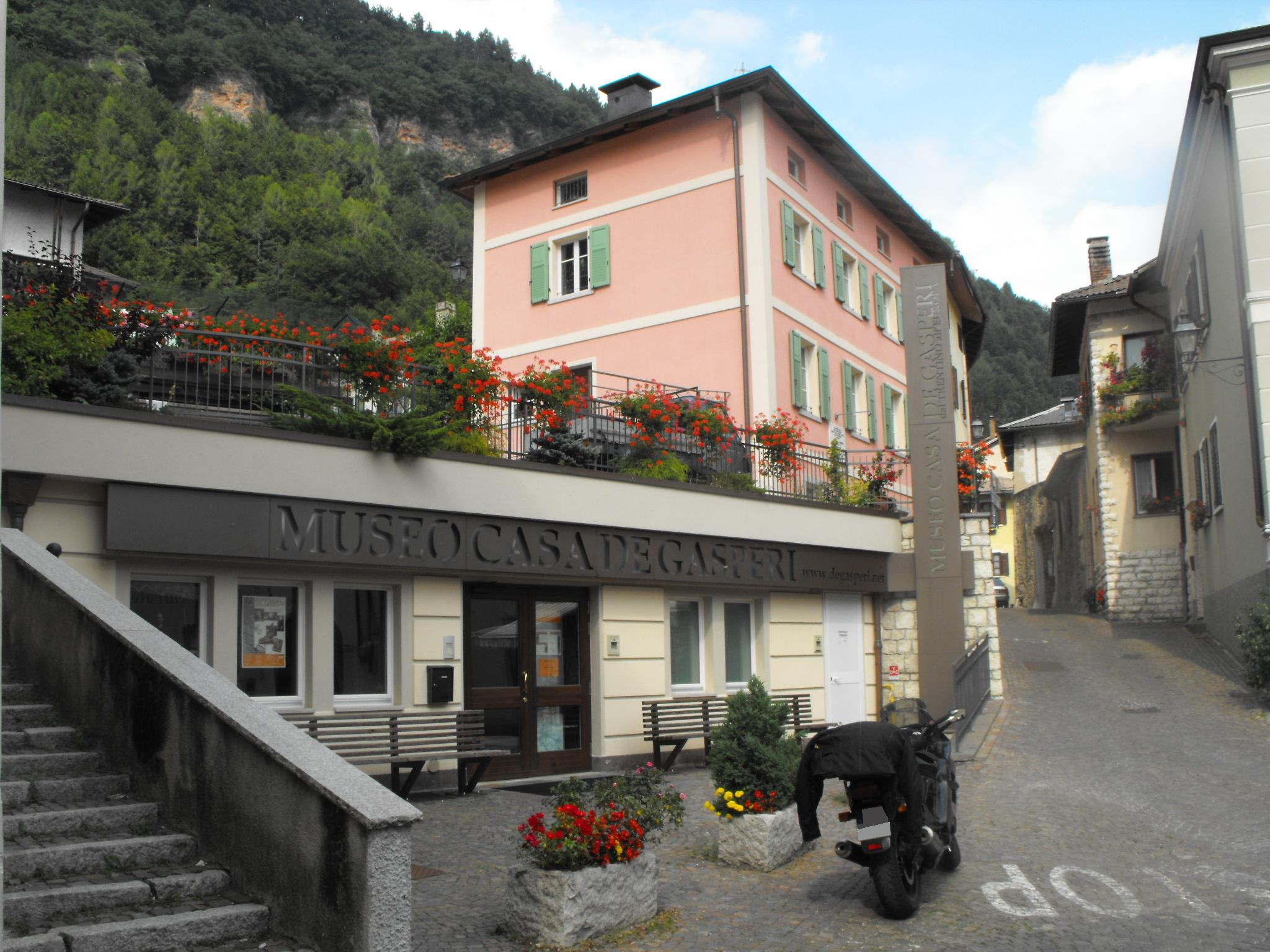
Museo Degasperi a Pieve Tesino
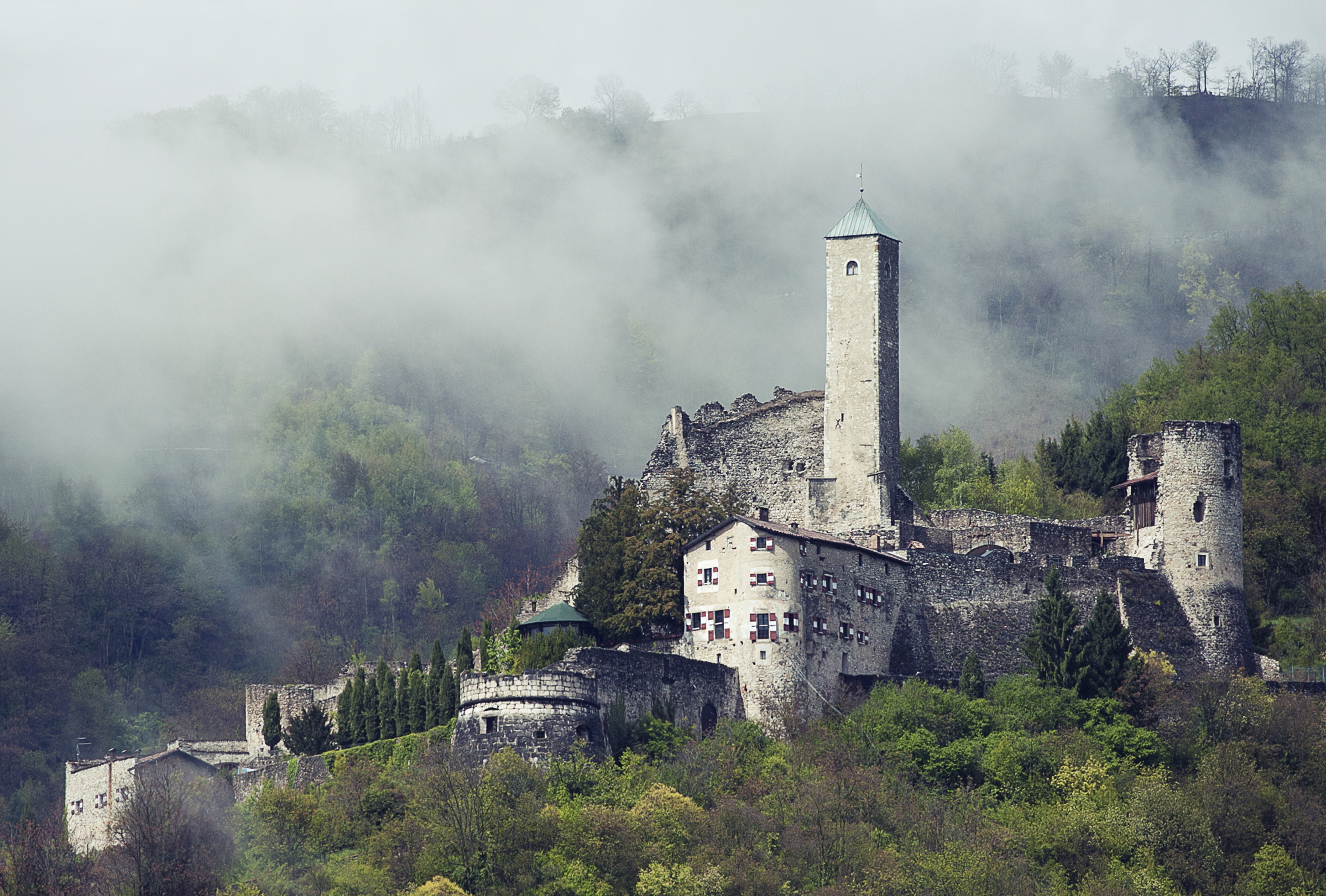
Castel Telvana
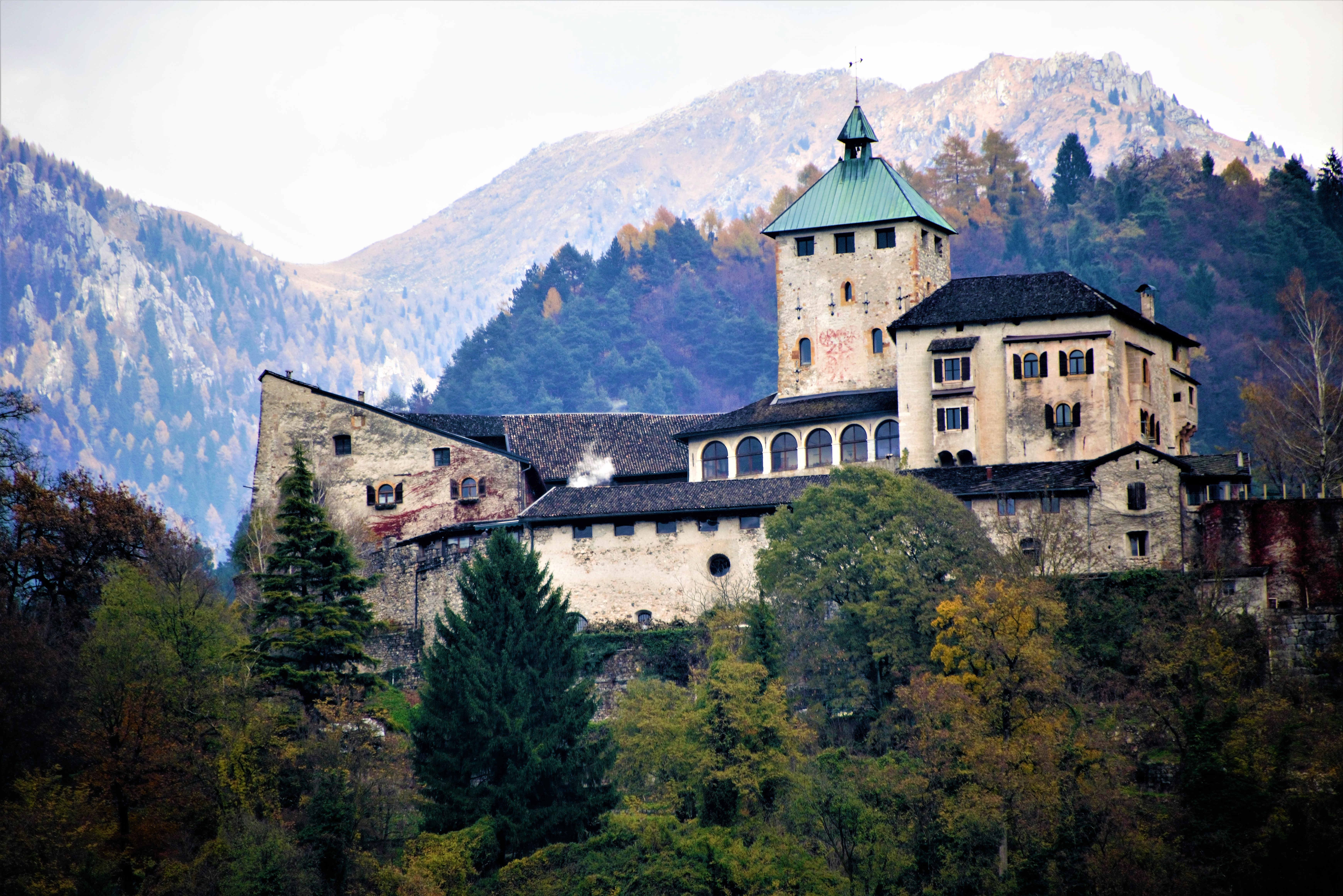
Castel Ivano